# ایان لوندر
ایان لوندر (انگلیسی: Ian Lavender؛ زادهٔ ۱۶ فوریهٔ ۱۹۴۶ – درگذشتهٔ ۲ فوریهٔ ۲۰۲۴) هنرپیشه، و بازیگر سینما اهل بریتانیا بود.
از فیلم‌ها یا برنامه‌های تلویزیونی که وی در آن نقش داشته‌است می‌توان به ارتش بابا (۱۹۶۸–۱۹۷۷)* ارتش بابا (۱۹۷۱) و ماجراهای راننده تاکسی (۱۹۷۶) اشاره کرد.